# César Cielo Filho
César Augusto Cielo Filho (n. 10 ianuarie 1987, Santa Bárbara d'Oeste, São Paulo, Brazilia) este un fost înotător brazilian.

## Cariera sportivă
César Cielo Filho, și-a început cariera la clubul sportiv "Esporte Clube Pinheiros" ulterior se ransferă la "Auburn Tigers". În anul 2004 a început să participe la compeiții sportive internaționale, la Campionatul Mondial din 2004, din Indianapolis, ocupă câștigă cu echipa medala de argint, la ștafeta 4x100 m craul și locul 4 la ștafeta 4x100 m mixt, la proba 100 m individual liber va ocupa locul șase. Trei ani mai târziu la Campionatul Mondial în Shanghai ocupă locul trei și cinci. Rezultatul lui cel mai bun în anul 2007 la Campionatul Mondial din Melbourne, a fost locul patru la 100 m craul. La Campionatul Panamerican din 2007 câștigă de trei ori medalia de aur la 50 m și 100 m liber și la ștafetă r 4x100 craul.
La Jocurile Olimpice de vară din 2008, în Pekin, câștigă broz la 100 m craul (liber), iar la 50 m craul stabilește un nou record mondial.